# Indirekte indsprøjtning
I en motor refererer indirekte indsprøjtning til, at brændstoffet ikke sprøjtes direkte ind i forbrændingskammeret, men ind i f.eks. et forkammer eller hvirvelkammer først. Dette bruges i de fleste benzinmotorer, men er i dieselmotorer næsten helt afløst af commonrail.
| Motor | Spire Denne artikel om motorer og motordele er en spire som bør udbygges. Du er velkommen til at hjælpe Wikipedia ved at udvide den. |